# Phoenicoprocta partheni
Phoenicoprocta partheni là một loài bướm đêm thuộc phân họ Arctiinae, họ Erebidae.